# Ouled Ahmed Timmi
Ouled Ahmed Timmi (arabisch أوﻻد أﺣﻤﺪ ﺗﻴﻤﻰ) ist eine algerische Gemeinde in der Provinz Adrar mit 13.547 Einwohnern. (Stand: 2008)